# Фейзуллаев, Акпер Акпер оглы
Акпер Акпер оглы Фейзуллаев (азерб. Əkpər Əkbər oğlu Feyzullayev; 2 ноября 1945, Баку) — азербайджанский ученый в области геологии, доктор геолого-минералогических наук, профессор, академик. Лауреат Государственной премии Азербайджанской Республики (2010).

## Биография
Родился в городе Баку 2 ноября 1945 года.
Окончил в 1970 году геологоразведочный факультет Азербайджанского Институт Нефти и Химии (ныне это Азербайджанский государственный университет нефти и промышленности), получив специальность «Инженера-геофизика».
В 1970-1972 годы Акпер Фейзуллаев работал в бывшем НГДУ "Кировнефть" оператором 5-ой степени по добыче нефти. 1972-1973 годах он работал в азербайджанском филиале Всесоюзного научно-исследовательского газо-проектного института на должности инженера. С 1973 года Акреп Фейзуллаев продолжал свою деятельность на различных должностях в Институте геологии и геофизики НАНА (Национальная Академия Наук Азербайджана). В настоящее время является руководителем отдела геохимии и флюидодинамики осадочных бассейнов Института геологии и геофизики при Министерстве Науки и Образования Азербайджанской Республики.
Акпер Фейзуллаев стал доктором философии в 1983 году и доктором наук в 1992 году. В 2006 году стал профессором. В 2007 году Акпер Фейзуллаев был избран членом-корреспондентом НАНА, а в 2017 году он был избран действительным членом НАНА.
Акпер Фейзуллаев является профессором на кафедре «Геология, поиск и разведка нефти и газа» в Азербайджанском государственном университете нефти и промышленности и магистратуры при НАНА. Под руководством учёного подготовлено 10 докторов философии.

## Сферы научной деятельности и научные достижения

### Сферы научной деятельности
Основные сферы научной деятельности учёного:
- геология и геохимия нефти и газа,
- флюидные системы седиментационных бассейнов, грязе-вулканизм, геохимические методы поисков,
- геоэкология.[6]

Акпер Фейзуллаев является автором 343 научных работ: в том числе 209 статей, монограифй, брошюр, учебных пособий и 134 тезисов. Также он является автором одного патента.

### Научные достижения
Главные научные достижения учёного:
- определение особенностей газового режима в седиментационных бассейнах
- совершенствование геохимических методов поисков углеводородных месторождений,
- решение ряда важных проблем с помощью использования передовых геохимических методов исследования органических веществ и флюидов в осадочных породах.[6]

Также ряд важных достижений ученого:
- бассейновый анализ Южно-Каспийского бассейна, доказательство неоднородности Южно-Каспийского бассейна,
- выдача прогноза, связанного с фазовым состоянием углеводородов и нефтегазоностности на больших глубинах, рассмотрение возможностей их диагностики.[6]

Акпер Фейзуллаев занимался изучением радонового риска и по этому вопросу являлся главным исполнителем Государственного Плана Мероприятий (2014-2018).

## Награды
- Орден «Труд» III степени (7 ноября 2017 года) — по случаю добычи на нефтяных месторождениях Азербайджана промышленным способом двухмиллиардной тонны нефти за заслуги в развитии нефтяной и газовой промышленности[13].
- Медаль «Прогресс» (18 марта 2008 года) — за заслуги в развитии науки в Азербайджане[14][6][12].
- Почётный диплом Президента Азербайджанской Республики (3 ноября 2015 года) — по случаю 70-летнего юбилея Национальной Академии Наук Азербайджана, за заслуги в развитии азербайджанской науки[15].
- Государственная премия Азербайджанской Республики (26 мая 2010 года) — за цикл научных изданий «Грязевой вулканизм и нефтегазовость Южно-Каспийского бассейна»[16][6].
- Почётные грамоты Президиума и Отделения Наук о Земле НАНА[1] (2005)[6][12].